# Idioglossa
Idioglossa is een geslacht van vlinders van de familie Smalvleugelmotten (Batrachedridae).

## Soorten
- I. bigemma Walsingham, 1881
- I. triumphalis Meyrick, 1918